# Charlton (Maryland)
Charlton è un census-designated place della Contea di Washington, nello stato del Maryland, Stati Uniti d'America.